# Georg Carl von Döbeln
Georg Carl von Döbeln (Skaraborg, 29 aprile 1758 – Stoccolma, 16 febbraio 1820) è stato un generale svedese.
Il suo nome è legato alla guerra russo-svedese dal 1788 al 1790 in cui ebbe un ruolo di primo piano. In molte delle sue battaglie principali ebbe come avversario il comandante russo Jakow Petrowitsch Kulnew. Sposò Kristina Karoline Ullström, dalla quale in seguito si separò e dalla quale ebbe un figlio di nome Napoleon (1802 - 1847).

## Biografia

### Infanzia e gioventù
Nacque nella magione Stora Torpa nella provincia svedese del Västergötland, figlio di Johan Jakob Döbeln e Anna Maria Lindgren.
Il padre morì quando Georg aveva solo 8 anni, e i genitori adottivi decisero che per il suo bene sarebbe dovuto diventare sacerdote. Georg invece cominciò a mostrare interesse per la vita militare e quindi si presentò Accademia della Marina di Karlskrona. I genitori avversarono la sua predisposizione e, sempre pensando al suo futuro, lo convinsero a seguire la carriera giuridica. Per due anni studiò giurisprudenza, ma con scarsi successi.
A vent'anni fece domanda per diventare ufficiale nel corpo di fanteria Sprengtporten e cominciò col grado di alfiere.

### Il periodo francese
Come molti giovani, anche von Döbeln aveva voglia di avventure. Per soddisfare questa sua predisposizione, nel 1780 decise di partire alla volta dell'America per prendere parte alla guerra d'indipendenza americana delle Tredici Colonie. Per salpare si diresse in Francia, ma si fermò per oltre un anno a Parigi. Alla fine si unì al reggimento del Conte De La Marck e ricevette una lettera di raccomandazione da parte di Benjamin Franklin.
Il reggimento però venne mandato all'improvviso in India. Durante il suo viaggio verso l'India, von Döbeln venne a contatto con diversi popoli e diverse culture di cui parlò approfonditamente nei suoi diari. Il viaggio durò un anno e fu ricco di imprevisti. La nave l'Amitié (L'Amicizia), su cui era imbarcato, fu bersagliata da malattie. All'uscita dal porto di Brest la nave fu attaccata dalla marina inglese e fu costretta a ritornare in porto per riparazioni.
Von Döbeln fu ferito ad una gamba nella battaglia di Cuddalore, ma nascose la ferita, ben sapendo che altrimenti sarebbe stato tolto dalla prima linea e non avrebbe potuto prendere parte a quella che, all'epoca, fu la più grande battaglia fra forze europee nei mari dell'India. Nonostante la ferita, von Döbeln si segnalò valoroso in battaglia. Proprio grazie al suo valore venne promosso al grado di capitano ed affiancò il generale De La Marck durante i sei mesi di navigazione per il ritorno in Francia.

### Ritorno in patria
Dopo l'esperienza indiana, von Döbeln rientrò in patria, dove però non fu in grado di trovare lavoro. Durante la sua permanenza a Parigi, von Döbeln aveva contrariato re Gustavo III di Svezia, avendo rifiutato il sostegno di un rivale del generale De La Marck in un duello.
Data la situazione, von Döbeln ritornò in Francia. In particolare si unì alla guarnigione di Strasburgo, dove prestò servizio per quattro anni. Lì fece un incontro particolare: durante una vacanza nel nord della Francia, al castello di Raismes, von Döbeln si dedicò allo studio di cartine geografiche dei dintorni e come aiutante gli venne assegnata una persona che lui definì «...un ometto piccolo ma gentile» di nome Bonaparte. Si trattava del futuro imperatore francese.
Allo scoppio della seconda guerra russo-svedese (1788 - 1790), von Döbeln tornò in Svezia. Nel marzo 1789 prese servizio come capitano nel reggimento di fanteria leggera Savolax, agli ordini del colonnello Stedingk. Fu ferito nella battaglia di Porrassalmi, in cui le truppe svedesi dovettero affrontare le truppe russe decisamente più numerose. La ferita fu fatta da un proiettile di pistola che lo colpì al capo. Questo è il motivo per cui, da quel momento in poi, von Döbeln portò sempre una fascia nera in testa: per nascondere la ferita che gli deturpava la fronte. Dato che von Döbeln si rivelò essere una persona decisamente irascibile, molti attribuirono i suoi comportamenti a questa ferita. Dopo questa battaglia venne promosso maggiore.

### Fra le due guerre
Durante il periodo di pace fra la seconda e la terza guerra russo-svedese, von Döbeln si dedicò all'allargamento dei suoi possedimenti. Venne poi assegnato alla brigata Nylands, di stanza in Finlandia.

### La terza guerra russo-svedese

#### Dall'inizio della guerra alla battaglia di Jutas
Allo scoppio della terza guerra russo-svedese, che lo rese leggendario, von Döbeln era al comando della retroguardia della Terza Brigata, da cui poteva osservare moto bene gli andamenti delle battaglie.
A Ypperi, vicino a Pyhäjoki, combatté con coraggio contro Kulnew. A Lappo attaccò il fianco sinistro del nemico ed ebbe la meglio. A Kauhajoki attaccò un'armata russa che aveva il vantaggio di essere nettamente più numerosa e la costrinse al ritiro. Le leggende raccontano dell'ira e dell'audacia di von Döbeln: dopo che divenne testimone delle atrocità delle truppe russe nei confronti dei contadini e dei civili della zona di Kauhajoki, von Döbeln condusse le sue truppe in un grandioso attacco contro i russi. Un testimone oculare dichiarò che «L'azione era stata condotta come se fosse stata un'esercitazione». Quando le truppe russe avanzarono verso la prima linea svedese, von Döbeln salì su una roccia ed urlò loro: «Andate all'inferno, pidocchiosi russi! Avrete presto ciò che meritate! Qui mi ergo e dovrei cadere? Voi qui diverrete il mio monumento!».
Un altro esempio della bizzarria comportamentale di von Döbeln si ebbe nella battaglia di Ypperi, al termine della prima ritirata. In quella battaglia, su un campo coperto di neve, venne ucciso a colpi di arma da fuoco l'aiutante di von Döbeln, di nome Erling. Alcune macchie di sangue imbrattarono il mantello di von Döbeln. Al suo ritorno, quando gli venne chiesto cosa fosse successo a lui e cosa fossero le macchie sul mantello, lui rispose: «È il cervello di Erling, che ha perso la testa mentre cavalcava al mio fianco».
La sua più grande vittoria avvenne il 13 settembre 1808, quando condusse le truppe svedesi nella battaglia di Jutas. Il generale russo Kossakovskij tentò d'impedire la ritirata della principale armata svedese. Von Döbeln salvò la situazione attaccando frontalmente il nemico col suo reggimento, il Björneborg. Questo attacco ebbe successo e la ritirata verso le Isole Åland attraversando il Mar Baltico, in quel momento congelato, ebbe successo. Il giorno dopo l'esercito svedese, sotto il comando del generale Carl Johan Adlercreutz, combatté la battaglia di Oravais: senza l'intervento di von Döbeln ci sarebbe stata la disfatta definitiva degli svedesi. In seguito a questi avvenimenti von Döbeln finì in ospedale. Quando ricevette la notizia dell'avanzata delle truppe russe, lasciò l'ospedale e, dopo aver riorganizzato le proprie truppe, affrontò nuovamente le truppe nemiche, su un campo totalmente inadatto alla battaglia, fermando quello che doveva essere l'attacco russo definitivo all'esercito svedese.
Durante la guerra i soldati dettero il soprannome di Benda Nera a von Döbeln. Dopo la battaglia di Lappo gli venne conferito il grado di Commendatore di Gran Croce dell'Ordine della Spada. Dopo la battaglia di Jutas gli venne conferito il grado di maggior generale.
Visti i meriti, venne assegnato al comando delle truppe stazionate alle isole Åland. Lì poté organizzare la ritirata delle truppe svedesi sulla terraferma e, quando i russi sotto il comando di Kulnew, presso le coste di Grisslehamn, stavano per portare l'attacco finale alla capitale svedese Stoccolma, von Döbeln riuscì a sconfiggerli.

#### La fase finale della guerra
Von Döbeln fu un protagonista delle campagne militari nel nord della Svezia, in particolare nei confronti dei finlandesi. Fu proprio lui a tenere il commovente discorso di addio alle truppe finlandesi. Con le sue parole, von Döbeln mise la parola fine ai 700 anni di dominio svedese in Finlandia. In quel giorno freddo e ventoso dell'ottobre 1809, di fronte a von Döbeln si trovavano i nuovi granatieri svedesi nelle loro uniformi scintillanti, i reduci svedesi con le uniformi sporche e macchiate di sangue e i veterani finlandesi, ormai vestiti solo di stracci. In queste condizioni, l'8 ottobre 1809, un comandante svedese ringraziò la "Nazione Finlandese". Il discorso tenuto da von Döbeln viene citato e commentato da tantissimi storici svedesi e finlandesi e per molti ricorda il discorso fatto da Napoleone alle proprie truppe a Fontainebleau.
Dopo questo venne dislocato alla frontiera con la Norvegia, ove stava combattendosi la guerra contro la Danimarca-Norvegia, e riuscì a fermare l'avanzata dei norvegesi senza versare sangue. Nel 1809 gli venne conferito il titolo di freiherr (libero signore), paragonabile al titolo di barone. Nel 1811 venne fondato il reggimento Norra skånska Infanteriregiments di cui von Döbeln venne nominato comandante e in cui lo stesso radunò i veterani delle campagne finlandesi.

### Le guerre napoleoniche
Durante le guerre di indipendenza tedesche von Döbeln comanda le truppe svedesi in Meclemburgo. Il suo appoggio va ad Amburgo, che era assediata dai francesi. Truppe inglesi e danesi vennero mandate ad Amburgo in sostegno della città, ma il loro arrivo fu tardivo e le truppe si dimostrarono troppo deboli. Le truppe svedesi, nel frattempo, non potevano intervenire. Ciò perché un diretto ordine del re svedese Bernadotte impediva le manovre in Germania a meno di una superiorità numerica sul campo di tre a uno. Il coordinatore delle truppe svedesi, il generale Adlercreutz, non riusciva quindi a decidersi se muovere o meno in aiuto di Amburgo. Incurante, von Döbeln mandò ad Amburgo una guarnigione comandata dal generale di brigata Boije alla città in difficoltà. Quando Bernadotte arrivò in Germania e venne salutato come "il Salvatore di Germania" dalle popolazioni accorse a Stralsund, decise come prima cosa di sostituire al comando il generale Adlercreutz con il generale Stedingk. Bernadotte intimò anche a von Döbeln di fermare gli uomini dove si trovavano per studiare un'azione più corale. Von Döbeln però non voleva ubbidire all'ordine. Ma non voleva neppure disattenderlo. La leggenda narra allora che von Döbeln fisso per un'ora l'ordine al chiuso del suo ufficio e poi fece partire il messaggero con l'ordine da recapitare nelle mani di Boije. Il messo arrivò troppo tardi: gli uomini di Boije erano già giunti ai margini della città e avevano già affrontato con successo i francesi.
Von Döbeln aveva promesso protezione ad Amburgo e, uomo di parola fino all'estremo, l'avrebbe garantita ad ogni costo. Si narra che un giorno si trovò in mezzo ad alcune dame che discorrevano di un argomento che lui non voleva affrontare; intimò quindi alle dame di cambiare discorso, o lui se ne sarebbe andato e non sarebbe tornato prima di dieci anni. Le dame proseguirono i loro discorsi incuranti delle minacce di von Döbeln, che quindi se ne andò. Dieci anni dopo, von Döbeln rese visita a quelle stesse dame.
Le azioni a favore di Amburgo vennero viste come una disobbedienza diretta agli ordini: per questa ragione von Döbeln venne condannato a morte. Nonostante tutto, Bernadotte commutò la sentenza in carcere presso la prigione di Vaxholm. Dalle prigioni von Döbeln scrisse ad un parente palesando la sua volontà di proseguire la guerra nell'esercito svedese o in un altro esercito alleato, sottolineando che alla fine della guerra sarebbe tornato di propria volontà in carcere. Bernadotte venne a conoscenza della lettera, la lesse e decise di ritirare le accuse e annullare la pena. Da quel momento i rapporti con il re furono ottimi.
Nel 1815 venne assegnato a von Döbeln un feudo in Pomerania, all'epoca possedimento svedese.
Nel 1816 venne nominato portavoce nel consiglio di guerra.

### La morte
Come per altre persone illustri, suoi contemporanei o meno, von Döbeln ebbe una vecchiaia povera e solitaria. Come pensionato visse dei redditi del proprio patrimonio a Stoccolma, morendo nel 1820, a 61 anni.
Il figlio fu capitano dell'esercito svedese, ma morì celibe e senza figli, quindi la casata che Georg aveva creato si estinse.

## La leggenda
Georg Carl von Döbeln è ritenuto unanimemente una figura affascinante. Iroso, collerico, forte e bellicoso, riusciva anche ad essere una figura dolce e sentimentale, quasi come un filosofo. I suoi soldati e i suoi ufficiali hanno sempre ammirato il suo coraggio e le sue tecniche innovative nell'affrontare il nemico. Gli storici concordano che non tutto su di lui sia ancora stato sufficientemente approfondito.
Il suo motto di freiherr fu Ära, skyldighet, wilja (onore, dovere, volontà) che divenne anche il motto del reggimento Norra skånska e campeggia sulla sua lapide nel cimitero di San Giovanni nel centro di Stoccolma.
Grazie all'opera Döbeln vid Jutas (Döbeln a Jutas) tratto dal poema epico Le storie dell'alfiere Stål di Johan Ludvig Runeberg, diviene un eroe leggendario nella sua patria.